# Боако (город)
Боа́ко  (исп. Boaco) — город и муниципалитет в центральной части Никарагуа, административный центр департамента Боако.

## География
Расположен в центральной части департамента, в 88 км от столицы страны, города Манагуа. Абсолютная высота — 360 метров над уровнем моря. Местность в районе города — холмистая и гористая. Климат — тропический со средними температурами 27 — 30 °C летом и до 18 °C — в декабре.

## Население
По данным на 2013 год численность населения города составляет 22 500 человек.
Динамика численности населения города по годам:
| 1971  | 1995   | 2000   | 2005   | 2013   |
| ----- | ------ | ------ | ------ | ------ |
| 6 443 | 17 344 | 22 785 | 20 405 | 22 500 |

## Экономика
Экономика города основана главным образом на сельском хозяйстве (преимущественно мясо-молочное направление). Уровень безработицы составляет около 13 %.